# Jorge Gnecco

Jorge Gnecco Cerchar (Colombia,1947-2001) fue un hacendado, político, narcotraficante y paramilitar colombiano. 
Junto a sus hermanos, fue uno de los principales promotores y financiadores de la expansión de las  Autodefensas Campesinas de Córdoba y Urabá (ACCU) hacia el norte del país.
 El 5 de septiembre de 1996 fondó, junto a Salvatore Mancuso y Gustavo Cerchar, la  Convivir Guaymaral.Tras la conformación de las Autodefensas Unidas de Colombia (AUC), lideró elementos del  Bloque Norte en los departamentos del  Magdalena, Cesar y La Guajira y, según diversos excomandantes, fue autor intelectual del homicidio del narcotraficante Julio Zúñiga Caballero en 1998.

## Familia
Los apellidos Gnecco y Cerchar son originarios de Italia. Los Gnecco y los Cerchar se asentaron en el sur del departamento de La Guajira en el siglo XIX. Su padre Lucas de Jesús Gnecco Navas fue un reconocido contrabandista, marimbero en la Alta Guajira que invertía sus ganancias en ganadería, lo cual es el origen de la riqueza actual de la familia. Su madre fue Elvia Cerchar de Gnecco. Jorge era hermano de Lucas, Cielo, Nelson y José Eduardo "Pepe" Gnecco. Los hermanos crecieron en el corregimiento de Papayal, zona rural del sur de La Guajira. Lucas de Jesús Gnecco Navas fue primo hermano de Andrés Samper Gnecco, padre del expresidente de Colombia, Ernesto Samper. Algunos de sus sobrinos son el gobernador del Cesar (2012-2015) Luis Alberto Monsalvo Gnecco, y el senador José Alfredo Gnecco Zuleta.
Gnecco residía en la ciudad de Santa Marta y estaba casado con María del Pilar Espinosa del Castillo de cuya unión quedan los hijos Jorge Camilo, Andrea del Pilar, Valeria Gnneco Espinosa. Además de sus negocios ilícitos, Gnecco mantenía una empresa familiar de transporte con base en Santa Marta, con más de 100 tractomulas bajo contrato para transportar carbón de las minas del Cesar a puertos del Magdalena, Fincas de palma africana como la finca Palo Alto, muy conocida en el Magdalena y Cesar.

## Política, paramilitarismo y mafia
Gnecco Cerchar fue mencionado en el libro Los jinetes de la cocaína, junto a su hermano Nelson, como traficantes de drogas en las décadas de 1970, 1980 y 1990.
Jorge Gnecco era reconocido como el líder del clan Gnecco Cerchar que generaba influencia en la política regional de los departamentos de Cesar, La Guajira y Magdalena. En la década de 1990 fue diputado por el departamento del Cesar, lo que lo llevó a impulsar a otros miembros de su familia en la política, inicialmente a su hermano Lucas Gnecco Cerchar, que fue elegido concejal del municipio de La Paz, Cesar, luego representante a la cámara y después llegó a ser dos veces gobernador de ese departamento. Lucas luego sería condenado por corrupción y malversación de fondos públicos, el mayor de estos desfalcos en contratos a individuos allegados a su organización. El plan del clan Gnecco Cerchar era apoderarse del poder político en el otrora "Magdalena Grande"; los departamentos de Cesar, Guajira y Magdalena. Gnecco Cerchar fue el mayor financiador del Grupo Organizado Popular Liberal (Golpe), que había conformado con su familia.
La violencia generada por el conflicto armado colombiano y el narcotráfico en Colombia en la década de 1990 en la región Caribe, coincidió con la llegada al poder del clan Gnecco Cerchar con Lucas Gnecco como gobernador dos veces. Las FARC, el ELN y la delincuencia común empezaron a secuestrar a empresarios y políticos en la región. Con la creación de las Convivir en el gobierno del presidente Ernesto Samper, Gnecco Cerchar junto a su hermano Lucas, crearon la Convivir Guaymaral con paramilitares de las ACCU que consiguió en Córdoba, con el respaldo de Salvatore Mancuso y Carlos Castaño Gil, lo cual fue la base para formar el Bloque Norte de las AUC. La idea de formar autodefensas tomó fuerza en el Cesar y otros siguieron su ejemplo, tal fue el caso de Rodrigo Tovar Pupo, alias Jorge 40, quien empezó a traficar con armas y drogas.
Según el exdirector de informática del DAS, Rafael García, "Jorge Gnecco, apoyado por 'Jorge 40' y Hernán Giraldo, puso como candidato a la alcaldía de Santa Marta a su sobrino Hugo Gnecco Arregocés que le entregó algunos puestos a políticos apoyados en el Frente Resistencia Tayrona". Esta organización estaba liderada por el narcotraficante y paramilitar Hernán Giraldo, que controlaba las rutas en la parte norte de la Sierra Nevada de Santa Marta, que colinda con el mar Caribe y los puertos de embarque por donde salía la cocaína hacia Estados Unidos y Europa. Un exmiembro de las AUC, aseguró que "por usar estos puertos, tanto Gnecco como Giraldo les cobraban un peaje a los narcotraficantes de todo el país". La economía de las AUC dependía del narcotráfico y debían mantener el control de la salida al mar y de los puertos. El puerto más importantes era el de Santa Marta, en el departamento del Magdalena y la única manera de controlarlos era disputándoselos a Giraldo. Ambas facciones de las AUC entraron en una guerra que dejó más de 100 muertos. En esa confrontación, Jorge Gnecco apoyó a Giraldo. Además del control de rutas, las AUC decían que "Gnecco dejó perder un cargamento de droga y tenía una deuda con 'Jorge 40'" y además que "Gnecco le vendía armas a la guerrilla".
El narcotraficante y sicario Marquito Figueroa era considerado el jefe de escoltas de Jorge Gnecco, y manejaba la mayor red de contrabando de gasolina ilegal de Venezuela hacia Colombia.

## Muerte
El 11 de agosto de 2001, Gnecco Cerchar fue asesinado a los 55 años de edad, en las Sabanas de San Ángel, cerca de Fundación, Magdalena, pero su cuerpo fue luego tirado en una zona rural del municipio de Bosconia en el departamento del Cesar, por hombres al mando del paramilitar, alias "Jorge 40" y por órdenes directas de Carlos Castaño y Salvatore Mancuso. Al parecer su asesinato se llevó a cabo por disputas internas entre las AUC por el control de la droga en la Sierra Nevada de Santa Marta. Alias Jorge 40 lo había citado en una finca y había llegado a la zona procedente de la ciudad de Santa Marta, donde residía. Su cadáver fue encontrado luego en inmediaciones de la finca El Trébol. Junto a Gnecco Cerchar fue enterrado uno de sus escoltas de nombre Freddy. Gnecco Cerchar presentaba varios tiros en la cara. Según el narcotraficante Scali Natali, socio de Mancuso, aseguró que a Jorge "le sacaron los ojos estando vivo".
Según Salvatore Mancuso, las AUC ordenaron asesinar a Jorge Gnecco debido a que había mandado a secuestrar y asesinar al Narcotraficante y Asesino Julio Zúñiga Caballero a nombre de las AUC y sin consentimiento de los comandantes.

"La orden de Castaño, 'Jorge 40' y mi persona era dar de baja al señor Jorge Gnecco y su grupo de seguridad privada ilegal, una convivir que tenía y que se dedicaba al homicidio, robo de mulas. "(...) Gnecco fue uno de los primeros patrocinadores de las autodefensas del Magdalena (...)

"Tuvo participación en el secuestro de otros dos empresarios. Se robaba las mulas, todo a nombre de las AUC, e iba a aspirar a la Alcaldía de Santa Marta.

"(...) El comandante Castaño se enteró de esa situación y dijo: le prohíbo terminantemente que aspire".

Sin embargo Éver Veloza, alias "H.H.", jefe desmovilizado de los bloques Bananero y Calima de las AUC, aseguró que Jorge Gnecco les había dicho que era "colaborador de la guerrilla" por lo que en 1998 fue secuestrado y asesinado en la región de Urabá.
A pesar de la muerte de Jorge, sus hermanos Lucas y José Gnecco Cerchar continuaron con sus relaciones con los paramilitares al servicio de Jorge 40. Dos meses después José Gnecco Cerchar firmó el Pacto de Ralito, mientras que Lucas mantenía negocios relacionados al narcotráfico con Jorge Hernández, alias "Boliche", un 'traqueto' de Jorge 40.
Según un comunicado de las AUC, Gnecco Cerchar había sido asesinado por la misma organización por utilizar "el nombre de las AUC para actividades de corrupción, narcotráfico y secuestro", también aseguraron que Gnecco Cerchar fue advertido hace varios años de que la ultraderecha le declararía objetivo militar si no rompía la alianza que mantenía con los grupos guerrilleros en la costa norte" en referencia a las FARC y al ELN.

"utilizó irresponsablemente el nombre de las AUC para potenciarse individualmente en materia electoral y cometer toda clase de abusos, y por otro, nunca abandonó sus discretas relaciones con la guerrilla". -comunicado de las AUC.

Jorge 40 aseguraba que "los Gnecco eran responsables de "narcotráfico, hurto agravado de vehículos, homicidios selectivos de empresarios, políticos y ciudadanos comunes en los departamentos de Cesar y Magdalena, saqueo y defraudación de los recursos públicos durante más de 20 años".

## Herencia
Tras la muerte de Gnecco Cerchar, los familiares y amigos iniciaron una disputa por la acaudalada herencia. La viuda Maria del Pilar Espinosa se volvió a casar con un ciudadano europeo de quien pocos meses más tarde se separó.
Eduardo Dávila, compadre de Jorge, inició una relación amorosa con la viuda, Maria del Pilar Espinosa. Por su parte los hijos comenzaron a hacer maniobras legales e ilegales para quedarse con el control de dinero y propiedades, relegando a su propia madre. Espinosa, denunció que su hijo mayor, Jorge Camilo Gnecco Espinosa, su propia madre y sus hermanas se confabularon para hacerla pasar por loca y quedarse con sus bienes. Además, sus hijos eran alentados por los hermanos Gnecco Cerchar, especialmente Nelson y Cielo, para dejarla sin bienes. La confrontación por la herencia llegó hasta medios nacionales, donde Espinosa hizo denuncia contra sus hijos y los familiares de su marido fallecido.
En 2011, cuando se desplazaba en un carro en el municipio de Soacha, Espinosa fue herida en un atentado sicarial en su contra, recibiendo tres balazos en la cabeza. Espinosa tenía 6 meses de embarazo y el bebeé perdió la vida. Junto a ella, en el carro, iba su nuevo compañero sentimental, un comerciante peruano llamado Luis Bardales, de quien estaba embarazada y una niña en el asiento trasero. Como autores intelectuales de este atentado están Cuco Dávila y Eduardo Dávila Armenta